# تسارنوانتس
تسارنوانتس (به آلمانی: Zarnewanz) یک شهر در آلمان است که در روشتوک واقع شده‌است. تسارنوانتس ۴۰۸ نفر جمعیت دارد.